# 2006 en science-fiction
| Années de la science-fiction : 2003 - 2004 - 2005 - 2006 - 2007 - 2008 - 2009    |
| Décennies de la science-fiction : 1970 - 1980 - 1990 - 2000 - 2010 - 2020 - 2030 |

L'année 2006 est marquée, en matière de science-fiction, par les événements suivants.

## Naissances et décès

### Décès
- 24 février : Octavia E. Butler, écrivain américaine, morte à 58 ans.
- 27 mars : Stanislas Lem, écrivain polonais, mort à 84 ans.
- 8 août : Bob Leman, écrivain américain, mort à 84 ans.
- 6 novembre : Nelson S. Bond, écrivain américain, mort à 97 ans.
- 10 novembre : Jack Williamson, écrivain américain, mort à 98 ans.

## Prix

### Prix Hugo
- Roman : Spin (Spin) par Robert Charles Wilson
- Roman court : Infiltration (Inside Job) par Connie Willis
- Nouvelle longue : Two Hearts par Peter S. Beagle
- Nouvelle courte : Tk'tk'tk par David D. Levine
- Livre non-fictif ou apparenté : Storyteller : Writing Lessons and More from 27 Years of the Clarion Writers' Workshop par Kate Wilhelm
- Film : Serenity écrit et réalisé par Joss Whedon
- Série ou court-métrage : Le double épisode Drôle de mort et Le Docteur danse de Doctor Who (2° série) écrits par Steven Moffat et réalisés par James Hawes
- Éditeur professionnel : David G. Hartwell
- Artiste professionnel : Donato Giancola
- Magazine semi-professionnel : Locus, dirigé par Charles N. Brown, Kirsten Gong-Wong et Liza Groen Trombi
- Magazine amateur : Plotka éds. Alison Scott, Steve Davies et Mike Scott
- Écrivain amateur : Dave Langford
- Artiste amateur : Dave Wu
- Prix Campbell : John Scalzi

### Prix Nebula
- Roman : Seeker (Seeker) par Jack McDevitt
- Roman court : Fournaise (Burn) par James Patrick Kelly
- Nouvelle longue : Two Hearts par Peter S. Beagle
- Nouvelle courte : Écho (Echo) par Elizabeth Hand
- Scénario : Le Château ambulant (Howl's Moving Castle) par Hayao Miyazaki, Cindy Davis Hewitt et Donald H. Hewitt
- Prix Andre Norton : Dans les griffes de la sorcière (Magic or Madness) par Justine Larbalestier
- Prix du service pour la SFWA : Brook West et Julia West (ex æquo)
- Grand maître : Harlan Ellison
- Auteur émérite : D. G. Compton

### Prix Locus
- Roman de science-fiction : Accelerando (Accelerando) par Charles Stross
- Roman de fantasy : Anansi Boys (Anansi Boys) par Neil Gaiman
- Roman pour jeunes adultes : Pay the Piper par Jane Yolen et Adam Stemple (en)
- Premier roman : Hammered/Scardown/Worldwired par Elizabeth Bear
- Roman court : Magie pour débutants (Magic for Beginners) par Kelly Link
- Nouvelle longue : Les Robots (I, Robot) par Cory Doctorow
- Nouvelle courte : L'Oiseau-soleil (Sunbird) par Neil Gaiman
- Recueil de nouvelles : Magic for Beginners par Kelly Link
- Anthologie : The Year's Best Fantasy and Horror: Eighteenth Annual Collection par Ellen Datlow, Kelly Link et Gavin J. Grant, éds.
- Livre non-fictif : Storyteller: Writing Lessons and More from 27 Years of the Clarion Writers' Workshop par Kate Wilhelm
- Livre d'art : Spectrum 12: The Best in Contemporary Fantastic Art par Cathy Fenner et Arnie Fenner, éds.
- Éditeur : Ellen Datlow
- Magazine : The Magazine of Fantasy & Science Fiction
- Maison d'édition : Tor Books
- Artiste : Michael Whelan

### Prix British Science Fiction
- Roman : End of the World Blues par Jon Courtenay Grimwood
- Fiction courte : L'Épouse du djinn (The Djinn's Wife) par Ian McDonald

### Prix Arthur-C.-Clarke
- Lauréat : Air par Geoff Ryman

### Prix Sidewise
- Format long : Une affaire de famille (The Family Trade), Un secret de famille (The Hidden Family) et Famille et Cie (The Clan Corporate) par Charles Stross
- Format court : Counterfactual par Gardner R. Dozois

### Prix E. E. Smith Memorial
- Lauréat : David G. Hartwell (en)

### Prix Theodore-Sturgeon
- Lauréat : L'Homme des calories (The Calorie Man) par Paolo Bacigalupi

### Prix Lambda Literary
- Fiction spéculative : Daughters of an Emerald Dusk par Katherine V. Forrest

### Prix Seiun
- Roman japonais : Summer/Time/Traveler par Kazuma Shinjō

### Grand prix de l'Imaginaire
- Roman francophone : La Horde du Contrevent par Alain Damasio
- Nouvelle francophone : Le Monde, tous droits réservés par Claude Ecken

### Prix Kurd-Laßwitz
- Roman germanophone : Le Jeu de Cuse (Das Cusanus-Spiel) par Wolfgang Jeschke

### Prix Curt-Siodmak
- Film de science-fiction : Serenity, film américain de Joss Whedon
- Série de science-fiction : Star Trek: Enterprise
- Production allemande de science-fiction : non décerné

## Parutions littéraires

### Romans
- Avril : publication en avril en version original anglaise de Horus Rising de Dan Abnett, lançant ainsi l'Hérésie d'Horus, une des sagas les plus denses de tout le genre de la space fantasy ; la traduction en français est publiée en juin suivant sous le titre L'ascension d'Horus.

## Sorties audiovisuelles

### Films
- A Scanner Darkly par Richard Linklater.
- Déjà vu par Tony Scott.
- Les Fils de l'homme par Alfonso Cuarón.
- The Fountain par Darren Aronofsky.
- Idiocracy par Mike Judge.
- Ultraviolet par Kurt Wimmer.
- V pour Vendetta par James McTeigue.

### Téléfilms
- Ciel de feu par John Murlowski.
- Collision fatale par Terry Cunningham.
- Des fleurs pour Algernon par David Delrieux.
- Leroy et Stitch par Tony Craig et Roberts Gannaway.
- Magma, désastre volcanique par Ian Gilmore.
- Re-Animated par Bruce Hurwit.
- Shockwave par Jim Wynorski.
- S.S. Doomtrooper par David Flores.

### Séries
- Doctor Who, saison 2.
- Stargate Atlantis, saison 3
- Stargate SG-1, saison 10